# Deux Solitudes (film)
Pour les articles homonymes, voir Deux solitudes (homonymie).
Pour plus de détails, voir Fiche technique et Distribution.
Deux Solitudes (Two Solitudes) est un film canadien réalisé par Lionel Chetwynd et sorti en 1978.

## Synopsis
La difficile relation entre anglophones et francophones au Québec, à la suite de la Crise de la conscription (1917).

## Fiche technique
- Titre original : Two Solitudes
- Réalisation : Lionel Chetwynd
- Scénario : d'après Two Solitudes de Hugh MacLennan
- Photographie : René Verzier
- Musique : Maurice Jarre
- Montage : Ralph Brunjes
- Durée : 117 minutes
- Dates de sortie: 
  - Canada : 29 septembre 1978

## Distribution
- Jean-Pierre Aumont : Jean-Claude Tallard
- Stacy Keach : Huntley McQueen
- Gloria Carlin : Kathleen Tallard
- Chris Wiggins : Capitaine Yardley
- Claude Jutra : Father Beaubien
- Raymond Cloutier : Marius Tallard
- Jean-Louis Roux : Cardinal

## Réception
Le film a été un échec commercial.